# Quốc ca Maldives
"Qaumii Salaam" (tiếng Dhivehi: ޤައުމީ ސަލާމް; Lời chào Quốc gia) là quốc ca hiện nay của Maldives. Ca từ bài hát được viết bởi Muhammad Jameel Didi năm 1948, và giai điệu được soạn bởi nhạc sư bậc thầy Sri Lanka Pandith Amaradeva năm 1972.
"Qaumii Salaam" là một tuyên bố về khối đoàn kết quốc gia, đức tin Hồi giáo của đất nước, vinh quang chiến thắng và ca ngợi những người anh hùng ngã xuống để bảo vệ tổ quốc. Bài hát cũng thể hiện niềm ước mong đất nước phát triển hơn nữa, và cả niềm tôn kính những lãnh đạo đã phục vụ mảnh đất quê hương.

## Lịch sử
Cho tới 1948, một giai điệu không lời gọi là "Salaamathi" được biểu diễn bởi một ban nhạc hoàng gia trong những dịp lễ quốc gia tại Etherekoilu, tư dinh của Sultan. Sau đó, người ta đã quyết định Salaamathi cần có ca từ đi kèm với giai điệu mới. Lời bài hát được viết bởi một nhà thơ trẻ mà sau này là chánh án tòa, Mohamed Jameel Didi.
Jameel Didi viết lời ca cho bài "Salaamathi" mới với tinh thần có chịu sự ảnh hưởng từ thơ ca Urdu, phỏng theo khá giống phong cách đó và thêm những từ ngữ mượn từ tiếng Ả Rập. Sau cùng, Jameel Didi bắt đầu tìm một giai điệu phổ cho bài thơ khi ông nghe chiếc đồng hồ của người họ hàng điểm giờ trưa bằng bài Auld Lang Syne. Điệu nhạc này được áp vào phần lời và một bài "Salaamathi" mới được hoàn thành.
Trong suốt những năm 1950 và 1960, người Maldives ý thức rõ hơn về tầm quan trọng của một bài quốc ca và vào năm 1972, ngay trước khi Nữ hoàng Elizabeth đệ nhị của Vương quốc Anh thăm Maldives, chính phủ mau chóng đặt nhạc sư Sri Lanka W. D. Amaradeva sáng tác một giai điệu mới cho bài quốc ca. Ca từ nguyên gốc được giữ lại, với một vài thay đổi nhằm nhấn mạnh rằng Maldives đã là một nước cộng hòa từ năm 1968. Cho đến nay, phiên bản này vẫn chưa hề có bất kỳ sự chỉnh sửa nào.

## Lời ca
- Thông thường, chỉ hát ba đoạn đầu.